# ميبل كابر
ميبل هنريتا كابر (23 يونيو 1888-1 سبتمبر 1966) ناشطة بريطانية في حق تصويت المرأة. ضحت كابر بكل وقتها، بين عامي 1907 و1913، في الاتحاد الاجتماعي والسياسي للمرأة ك «جندية» مناضلة من أجل حق تصويت المرأة. سُجنت ست مرات، وأضربت عن الطعام وكانت من أوائل ناشطات حق تصويت المرأة اللاتي أُجبرن على تناول الطعام.

## النشأة
وُلدت كابر في بروكس بار في تشورلتون في ميدلوك في مانشستر، وكانت الدتها إليزابيث جين كروز، ناشطة في حركة حق تصويت المرأة، ووالدها الكيميائي والسكرتير الفخري لفرع مانشستر من رابطة الرجال من أجل حق تصويت المرأة ويليام بنتلي كابر. ولد ويليام بنتلي كابر في عام 1890، وكان الابن الثاني للعائلة، وانتقلت عائلته، عندما كان وإخوته في عمر الطفولة، إلى المنزل رقم في 21 شارع أكسفورد في تشورلتون في ميدلوك (بيكاديللي الآن) في مانشستر.

## عضوية الاتحاد الاجتماعي والسياسي للمرأة
- انضمت كابر إلى الاتحاد الاجتماعي والسياسي للمرأة في عام 1907، وعملت منظِمة لفرع مانشستر. عاشت في لندن عام 1908، وكان عنوانها في نُزل كليمنت، وهو نفس عنوان بيثيك لورانس.[3]
- حملت كابر وباتريشيا وودلوك إعلانات عن أحداث عام 1908 النسائية في ليفربول وحاولتا دخول مركز رويال إكستشينج المخصص للرجال فقط في مانشستر.[4]
- شاركت كابر في أكتوبر 1908 في الاندفاع على مجلس العموم، مع كريستابيل بانكهورست وإيميلين بانكهورست وغيرهما من ناشطات حق تصويت المرأة مثل كلارا كود التي تعاونت معها لتسبب الإلهاء وتمكين كود من تجاوز خط الشرطة. ظهرت كابر في قفص الاتهام متهمة «بالعرقلة المتعمدة مرتديةً زيًا مؤلفًا بالكامل من ألوان الاتحاد الاجتماعي والسياسي للمرأة، مع وشاح وحزام خصر وقبعة تحمل عبارة «التصويت للنساء».[5] أمضت شهرًا واحدًا في هولواي (سجن جلالة الملك) لرفضها دفع الغرامة المفروضة.[6]
- في يوليو 1909، اتُهمت كابر مع ماري لي وإميلي وايلدنج دافيسون وعشرة نساء آخريات بعرقلة الشرطة، واتهمت لوسي بيرنز أيضًا بالاعتداء على كبير المفتشين أثناء مقاطعة اجتماع في قلعة إدنبرة في لايمهاوس، خطب فيه ديفيد لويد جورج. حُكم عليها بالسجن 21 يومًا.
- أضربت كابر المسجونة عن الطعام في يوليو 1909، وأُفرج عنها بعد ستة أيام.[1]
- حوكمت كابر في محكمة شرطة برمنغهام في أغسطس 1909، مع ماري لي وأخريات بتهمة إثارة الفوضى والاعتداء على الشرطة وتحطيم النوافذ في اجتماع خطب فيه رئيس الوزراء أسكويث.[5] سُجنت في سجن وينسون غرين.[7]
- أضربت كل من ميبل كابر وماري لي وشارلوت مارش ولورا أينسوورث وإيفلين بوركيت جميعهن عن الطعام في سجن وينسون غرين في سبتمبر 1909، وكُن أول ناشطات حق تصويت المرأة يُطعمن قسريًا.[8][1]
- حوكمت كابر في سبتمبر 1909 في محكمة شرطة برمنغهام مع ماري لي وأخريات اتهمن بالاعتداء على الشرطة وكسر نوافذ الزنزانات وبالسلوك غير المنضبط في اجتماع خطب فيه أسكويث في بينجلي هول في برمنغهام. رفضت دفع الغرامة المفروضة وسُجنت في وينسون جرين.[9]
- منح الاتحاد الاجتماعي والسياسي للمرأة كابر ميدالية «الشجاعة» للإضراب عن الطعام.[10]
- في نوفمبر 1909، اتُهمت كابر مع سيلينا مارتن ولورا أينسوورث ونيلي هول وغلاديس ماري هازل وبريت مورغان وأخريات بالسلوك غير المنضبط وعرقلة اجتماع خطب فيه أسكويث في ميدان فيكتوريا في برمنغهام. أكدت الشرطة أنها تسلقت تمثالًا للملكة فيكتوريا ورفضت الامتثال لتوجيهات نائب رئيس الشرطة بالنزول.
- اتُهمت في فبراير 1910، مع دورا مارسدن وماري جاوثورب بالاعتداء على ثلاثة رجال. زعمت ناشطات حق تصويت المرأة أن الرجال «المشاغبين المتأنقين» قد هاجموهن وكسروا سارية علمهن وألقوه بعيدًا ثم رفعوا جسد كابر «فوق رأس الآنسة جاوثورب وأدخلوها السيارة من رأسها» في مركز اقتراع في ساوثبورت حيث اعتصمن، إلا أن التُهم أُسقطت لاحقًا.